# Clube Olímpico Montijo
Maillots
Le Clube Olímpico Montijo est un club portugais de football basé à Montijo dans le district de Setúbal.
Le club passe trois saisons en Primeira Divisão (première division). Il réalise sa meilleure saison en première division en 1972-1973, où il se classe 13e du championnat, avec 9 victoires, 5 nuls et 16 défaites, soit un total de 23 points.

## Historique
- 1948 : fondation du club sous le nom du Clube Desportivo Montijo
- 1972 : pour la première fois de son histoire, le club se voit promu en 1re division
- 1974 : le club redescend en 2e division
- 1976 : le club remonte en 1re division
- 1977 : le club redescend en 2e division
- 1982 : le club est relégué en 3e division
- 1984 : le club remonte en 2e division
- 1989 : le club redescend en 3e division
- 2007 : le club abandonne sa section "football"
- 2007 : Refondation du club sous le nom de Clube Olímpico Montijo

## Palmarès
- II Division (deuxième division) :
  - Champion : 1971 (Zone Sud)

- III Division (troisième division) :
  - Champion : 1966, 1990